# Platylomalus musicus
Platylomalus musicus är en skalbaggsart som först beskrevs av Sylvain Auguste de Marseul 1864.  Platylomalus musicus ingår i släktet Platylomalus och familjen stumpbaggar. Inga underarter finns listade i Catalogue of Life.